# Norton Zinder
Norton David Zinder (* 7. November 1928 in New York City; † 3. Februar 2012) war ein US-amerikanischer Molekulargenetiker und Biochemiker.

## Leben und Werk
Zinder studierte an der Columbia University mit dem Bachelor-Abschluss 1947, erhielt 1949 seinen Master-Abschluss an der University of Wisconsin-Madison, an der er 1949 in medizinischer Mikrobiologie bei Joshua Lederberg promoviert wurde. 1952 wurde er Assistent an der Rockefeller University, 1956 Associate, 1958 Associate Professor und 1964 Professor. 1977 wurde er John D. Rockefeller Jr. Professor of Microbial Genetics. 1989 ging er offiziell in den Ruhestand. Er leitete aber bis kurz vor seinem Tod ein Labor an der Rockefeller University, wobei er seine Bakteriophagenforschung fortsetzte.
Zinder entdeckte 1952 im Labor von Lederberg die Übertragung von Genen zwischen zwei Bakterien (in ihren Experimenten Salmonellen) durch Bakteriophagen, was er und Lederberg Genetische Transduktion nannten (eine andere Form der Übertragung fanden zuvor Lederberg und Edward Lawrie Tatum bei E. coli). Zinder fand auch an der Rockefeller University die erste Bakteriophage mit RNA als Erbmaterial (wobei er mit seinem Studenten Tim Loeb zusammenarbeitete).
Zu seinen Doktoranden zählte Harvey Lodish.
1969 wurde er Mitglied der National Academy of Sciences (NAS) und er war Mitglied der American Academy of Arts and Sciences und der American Association for the Advancement of Science. 1966 erhielt er den NAS Award in Molecular Biology und 1962 den Eli Lilly and Company-Elanco Research Award. 1979 bis 1982 stand er der Sektion Genetik der NAS vor.
Er war im Board of Army Science and Technology, stand dem Komitee der National Institutes of Health vor, der den nationalen Krebsplan beurteilte und war im Beratungsgremium des Human Genome Project.

## Schriften
- mit J. Lederberg: Concentration of biochemical mutants of bacteria with penicillin, Journal of the American Chemical Society, Band 70, 1948, S. 4267–4268.
- mit J. Lederberg: Genetic exchange in Salmonella, Journal of Bacteriology, Band 64, 1952, S. 679–699.
- mit J. Lederberg, E. M. Lederberg, E. R. Lively: Recombination analysis of bacterial heredity, Cold Spring Harbor Symposia on Quantitative Biology, Band 16, 1951, S. 413–443.
- mit Tim Loeb: A Bacteriophage Containing RNA, Proceedings of the National Academy of Sciences, Band 47, 1961, S. 282–289.